# Pachydissus regius
Pachydissus regius  (лат.) — вид жуков-усачей из подсемейства собственно усачей. Распространён в Габоне, Камеруне, Конго, Кот д'Ивуаре, Нигерии и Того.. Кормовым растением личинок является тик.